# 노베촌

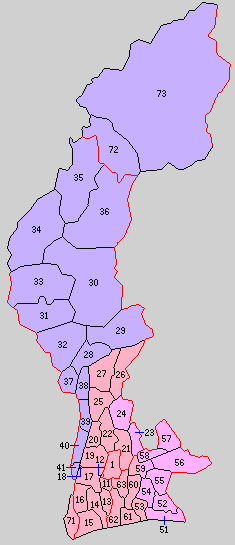

노베촌(일본어: 野部村)은 일본 시즈오카현의 서부, 도요다군・이와타군에 속해있던 촌이다. 
이와타시의 북서쪽 끝, 덴류강 왼쪽 강변에 해당한다.

## 역사
- 1889년 4월 1일 - 정촌제 시행에 의해 도요다군 노베촌이 성립하였다.
- 1896년 4월 1일 - 군 개편에 의해 이와타군에 속하게 되었다.
- 1955년 4월 1일 - 시키지촌, 히로세촌과 합병해, 도요오카촌이 성립하여, 동일 노베촌은 폐지되었다.

## 교통

### 철도
- 고묘전기철도（1928년 - 1936년） 
  - 고묘전기철도선
- 일본국유철도
  - 후타미타선 (현 덴류하마나코 철도 덴류하마나코선)

## 참고 문헌
- 角川日本地名大辞典編纂委員会,『角川日本地名大辞典 22 静岡県』, 角川書店, 1978年, ISBN 4040012208